# 蕃地 (潮州郡)
高雄州潮州郡蕃地於大正九年（1920年）10月1日成立，轄區包括今屏東縣瑪家鄉、泰武鄉、來義鄉、春日鄉與獅子鄉。
- 成立之初包括：
  - 今屏東縣泰武鄉、來義鄉、春日鄉與獅子鄉。

- 昭和七年（1932年）12月1日重劃區域：
  - 屏東郡蕃地今屬屏東縣瑪家鄉的範圍改隸潮州郡。

## 行政區劃
轄域內分為：
- 今瑪家鄉：

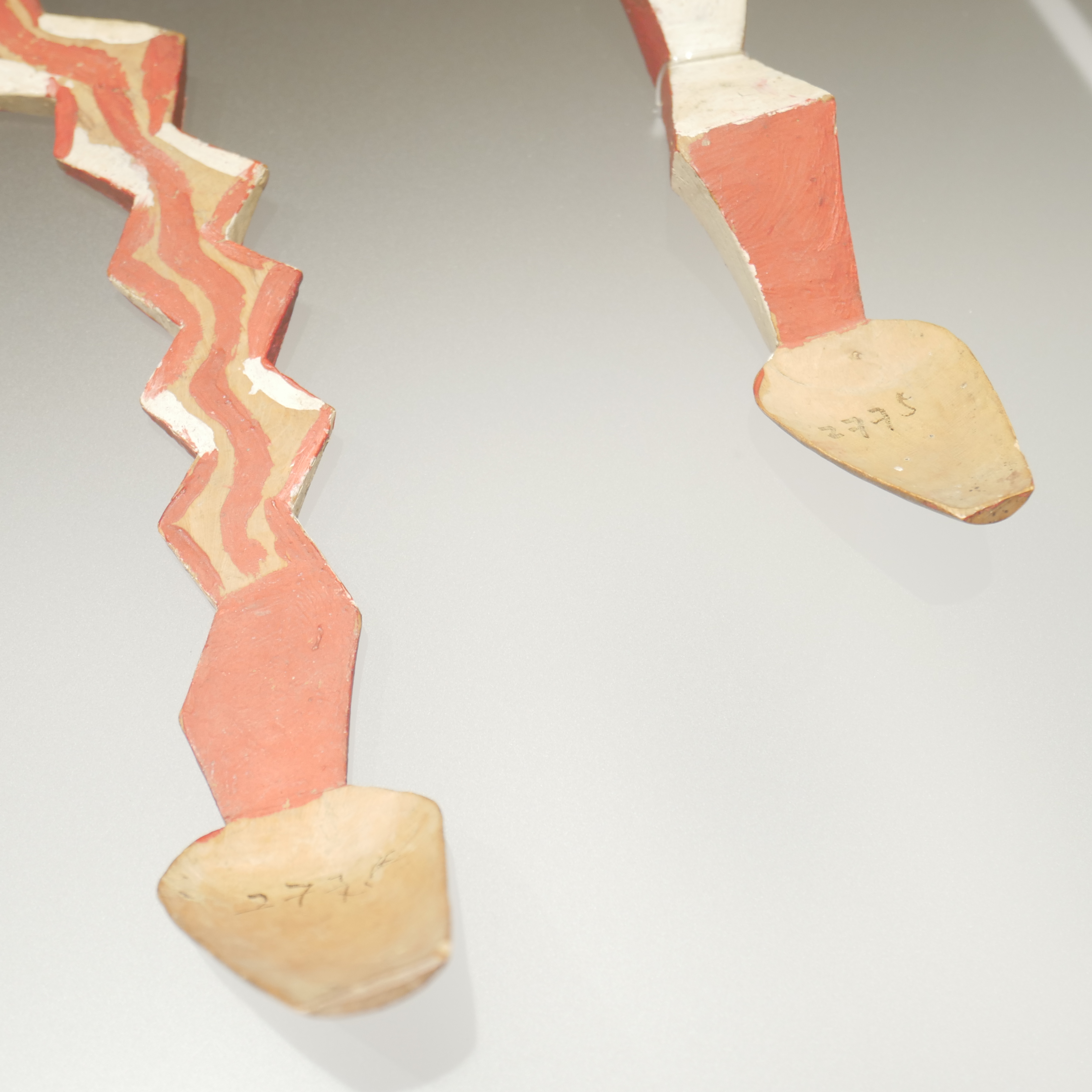
北葉安社（パクヒョウ社）木杓

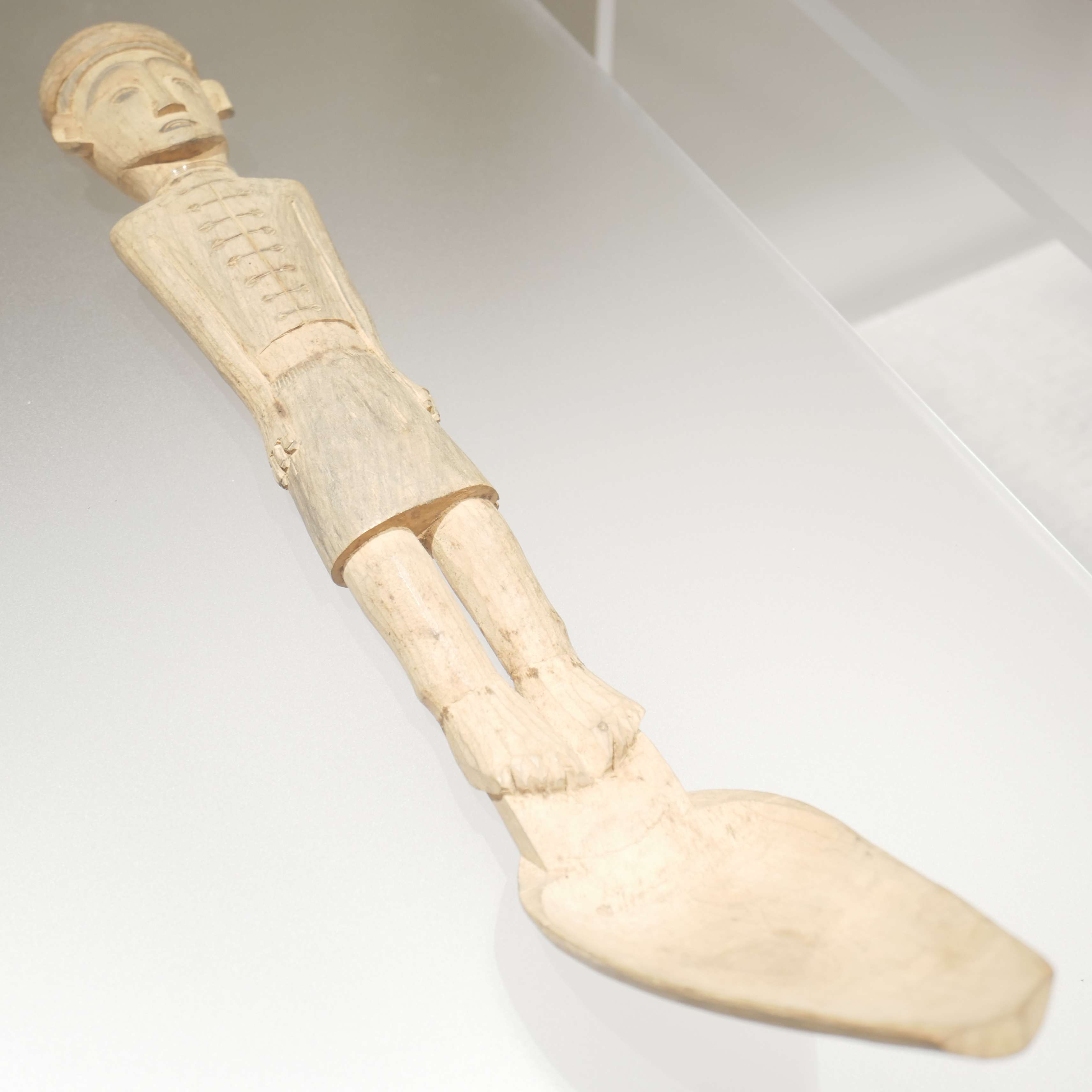
佳興社（プンテイ社）木匙

  - パクヒョウ社（北葉安／北葉，1944年部分併入快子）、サンサン社（併入北葉安）、バイルス社（白露）、マカザヤザヤ社（瑪卡札亞札亞／瑪家）、タラバコン社（達那瓦功／崑山）、下バイワン社（下排灣／筏灣）、パタイン社（巴達因／高燕，1936年併入下排灣）、チヤリシ社（查利西／射鹿，1936年併入下排灣）、ワカバ社（若葉／涼山，1934年～1935年由部分瑪卡札亞札亞與下排灣建立）、カサギザン社（卡札給蘭／佳義）、ラツタ社（1935年併入卡札給蘭）、バヤヤ社

- 今泰武鄉：
  - スルラ社（安平）、アマワン社（阿瑪灣／萬安）、ワガワガス社（1932年併入阿瑪灣）、パリラン社（1932年併入阿瑪灣）、ドブドブス社、ピユウマ社（普悠瑪／平和）、マシシ社（瑪仕）、クワルス社（泰武）、トクブン社、アブダン社（阿布丹／武潭，1935年由タウ與部分卡卑揚建立）、タウ社（1935年併入阿布丹）、カピヤン社（卡卑揚／佳平，1935年部分併入阿布丹）、プンテイ社（佳興）

- 今來義鄉：
  - タナシウ社（丹林）、トアアウ社（大後）、チンガサン社（1932年併入加拉阿夫斯）、ライ社（加拉阿夫斯／內社）、プツンロク社（文樂）、ボンガリ社（望嘉）、パイルス社（白鷺）、クナナウ社（古拉拉烏／古樓，1943年部分併入土坂）

- 今春日鄉：
  - チカタン社（七卡當／七佳）、リキリキ社（力里／鋼脆）、キナリマシ社（歸化門／歸崇，1931年～1935年由部分力里建立）、スボン社（率芒／士文）、ナンビン社（南平，1942年併入率芒）、タンテイ社（丁的）、クララガオ社（龜子籠藕/古拉拉奧，1938年併入率芒）、カスガ社（春日，1942年由部分率芒建立）、コワバル社（古華／割肉）、チイババオ社（大茅茅，1942年～1943年併入古華）

- 今獅子鄉：
  - チヨラガオ社（小籠藕/永福，1941年～1942年併入南勢湖）、ソオザン社（草山/永安，1941年～1942年併入南勢湖）、マジヨガオ社（馬乳殺，1941年～1942年併入南勢湖）、マラジ社（媽嘮喇，1943年併入牡丹）、南勢湖社（南世，1941年～1942年由小籠藕、草山、馬乳殺與大甘也密建立）、ボンブラン社（旁武雁/小內獅，1944年～1945年併入內獅頭）、チヨコマリス社（大甘也密，1941年～1942年併入南勢湖）、ケナジャン社（根也燃，1940年～1941年併入安塱衛）、ナイブン社（大龜文／內文）、內カチライ社（內加芝萊）、外カチライ社（外加芝萊）、內シタウ社（內獅頭/內永化）、プリイツ社（霧里乙，1944年～1945年併入內獅頭）、アスボン社（阿乳芒）、チユウブン社（中文/奇尤崩）、中マリツパ社（中麻里巴，1940年～1941年併入安塱衛）、外マリツパ社（外麻里巴，1941年～1942年併入牡丹）、內マリツパ社（內麻里巴，1940年～1943年併入安塱衛與楓）、外シタウ社（外獅頭/外永化，1944年～1945年併入內獅頭）、テツキン社（竹坑/永平，1944年～1945年併入獅子頭）、アジヤビシ社（阿遮美師，1942年～1943年併入楓）、チウシンロン社（中心崙）、タカリヤウ社（塔加寮，1944年～1945年併入獅子頭）、クラユウ社（驅獵遊，1943年併入草埔後）、ソウパウ社（草埔後／草埔）、パスボク社（巴士墨，1943年併入牡丹路）、楓社（楓林，1942年～1943年由阿遮美師與部分內麻里巴建立）、カシンロ社（家新路／新路）、ボタンロ社（牡丹路／丹路）、コワイ社（快子／竹坑）

## 設施

### 主要駐在所
- 浸水營越嶺道路：崁頭駐在所→歸化門駐在所→リキリキ（力里）駐在所→大樹林駐在所（→臺東廳臺東郡蕃地）

### 教育
- 今瑪家鄉：
  - パクヒョウ蕃童教育所（今屏東縣立北葉國民小學）
  - マカザヤザヤ蕃童教育所（後為屏東縣立北葉國民小學瑪家分校）
  - 下バイワン蕃童教育所（後為屏東縣立筏灣國民小學）
  - ワカバ蕃童教育所（今屏東縣立涼山國民小學）
  - カサギザン蕃童教育所（今屏東縣立佳義國民小學）

- 今泰武鄉：
  - アマワン蕃童教育所（今屏東縣立萬安國民小學）
  - ピユウマ蕃童教育所（今屏東縣立武潭國民小學平和分校）
  - クワルス蕃童教育所（今屏東縣立泰武國民小學）
  - アブダン教育所（今屏東縣立武潭國民小學）
  - カピヤン蕃童教育所（今屏東縣立武潭國民小學佳平分校）

- 今來義鄉：

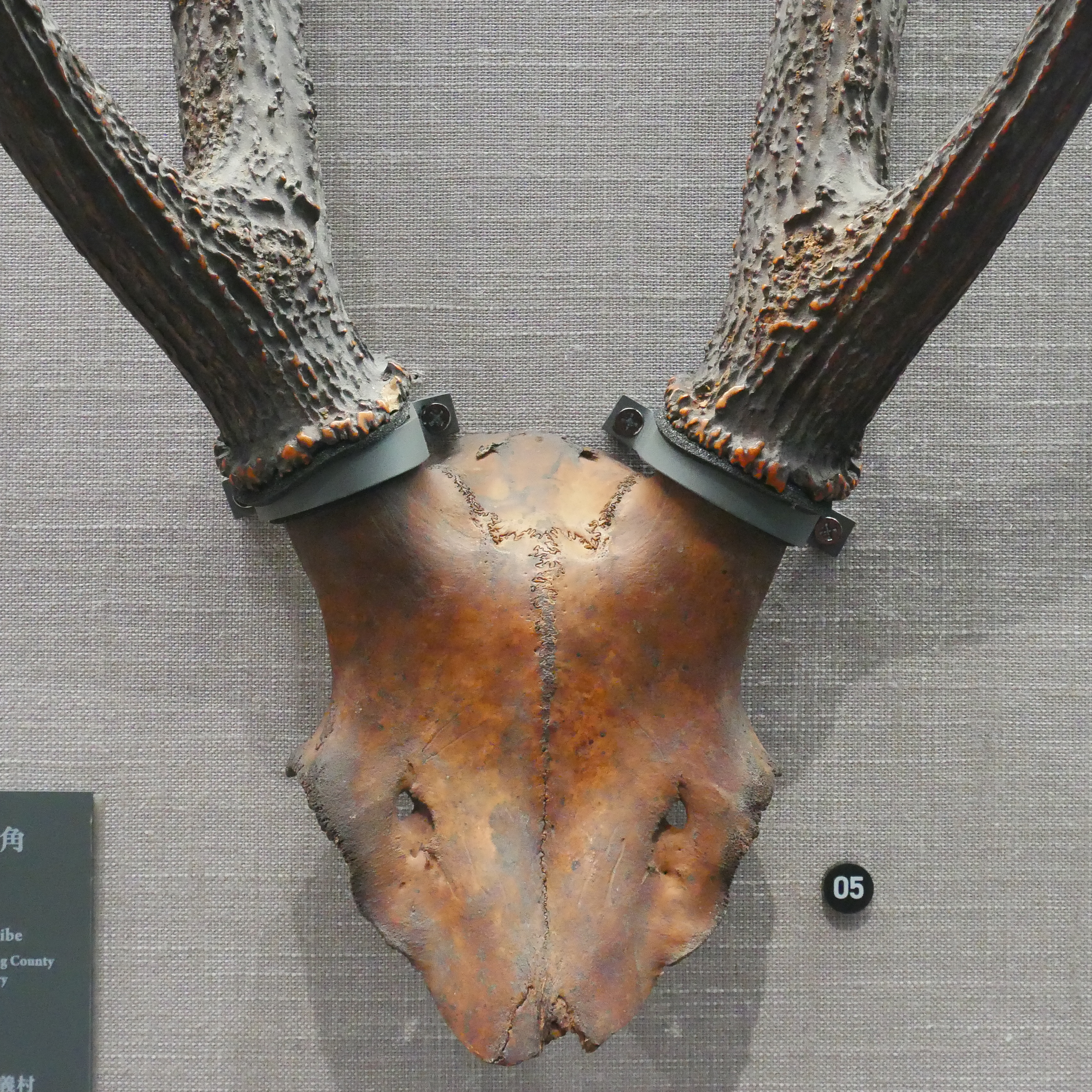
古樓社水鹿角

  - タナシウ蕃童教育所（後為屏東縣立來義國民小學丹林分班）
  - ライ蕃童教育所（今屏東縣立來義國民小學）
  - ボンガリ蕃童教育所（今屏東縣立望嘉國民小學）

- 今春日鄉：
  - リキリキ蕃童教育所（今屏東縣立力里國民小學）
  - キナリマシ蕃童教育所（後為屏東縣立力里國民學校歸崇分校）
  - 率芒公學校（今屏東縣立春日國民小學士文分校）[1]:342[2]:119
  - コワバル蕃童教育所（今屏東縣立古華國民小學）

- 今獅子鄉：
  - 南勢湖蕃童教育所（後為屏東縣立楓林國民小學南世分班）
  - ナイブン蕃童教育所（後為屏東縣立草埔國民小學內文分校）
  - 內獅頭公學校（今屏東縣立內獅國民小學）[2]:119
  - 獅子頭蕃童教育所（後為屏東縣立內獅國民小學和平分班）
  - 外マリッパ蕃童教育所（1942年廢校）
  - ボタンロ蕃童教育所（今屏東縣立丹路國民小學）
  - ソウバウ蕃童教育所（今屏東縣立草埔國民小學）
  - コワイ蕃童教育所（後為屏東縣立楓林國民小學竹坑分班）

### 神社
- 今瑪家鄉：
  - マカザヤザヤ祠（1935年左右鎮座）[1]:313

- 今春日鄉：
  - リキリキ祠（鎮座日期不詳）
  - スボン祠（1940年5月15日鎮座）[1]:314